# Herrens bön

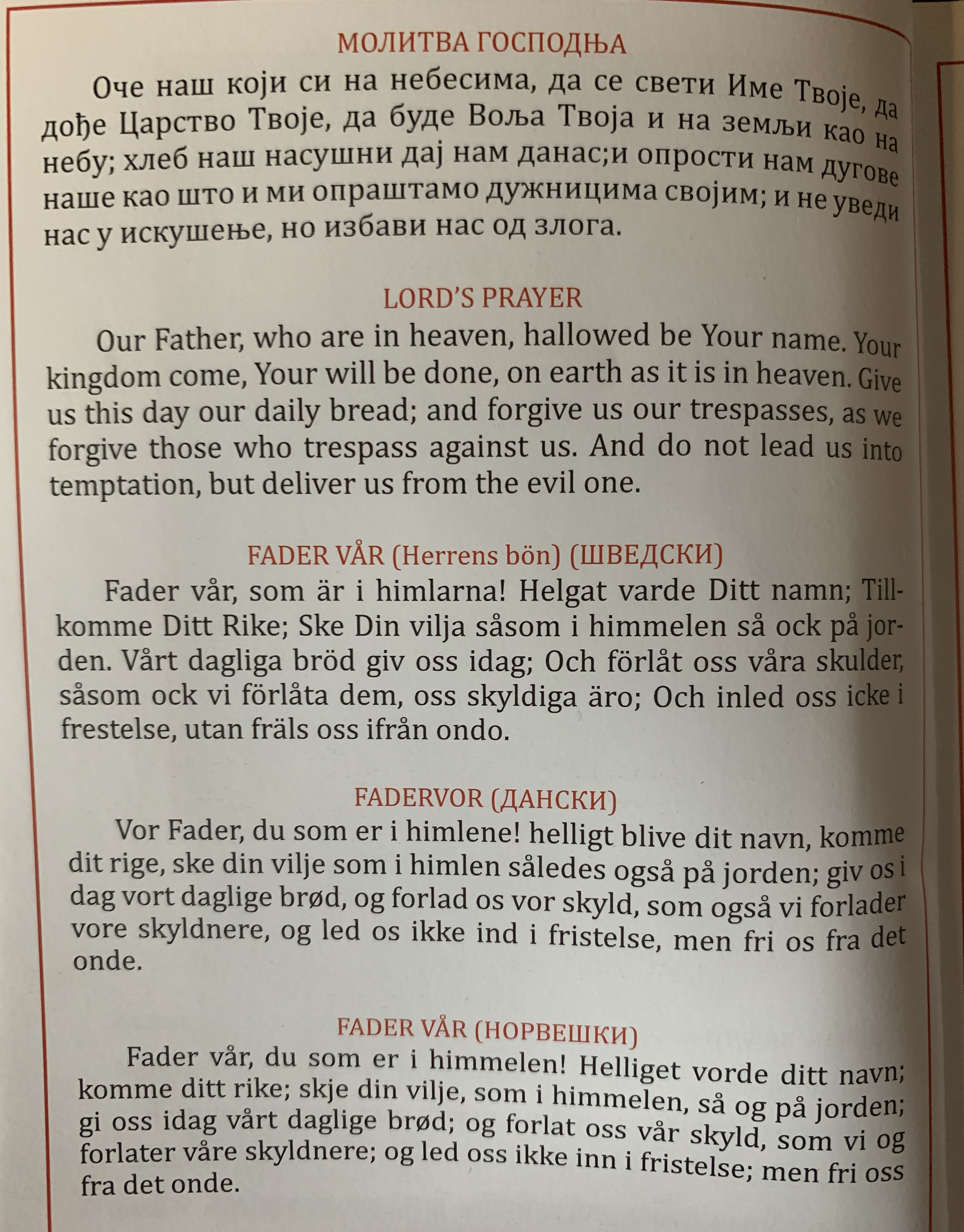
Herrens bön på serbiska (längst upp), engelska (näst längst upp), svenska (mitten), danska (näst längst ner) och norska (längst ner).

Herrens bön på kyrkslaviska.

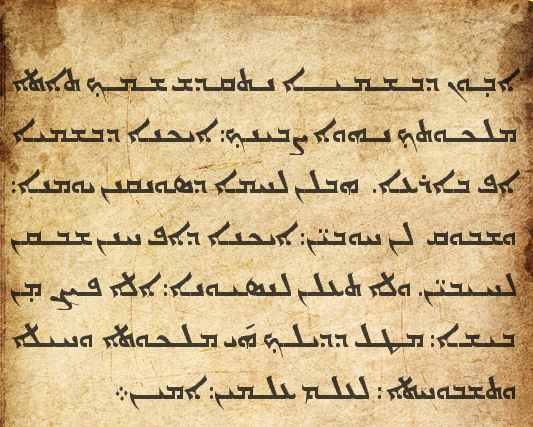
Herrens bön på Arameiska.

Herrens bön, Fader vår eller Vår Fader (grekiska: Πάτερ ἡμῶν; latin: Pater Noster; fornkyrkoslaviska: Ⱉⱅⱐⱍⰵ ⱀⰰⱎⱏ/О́тьчє нашь; kyrkslaviska: Ѻ҆ч҃е на́шъ), är kristendomens mest centrala bön. Bönen formulerades av Jesus i Bergspredikan och är nedskriven i Matteusevangeliet 6:9-13, och i en något avvikande version i Lukasevangeliet 11:1-4; den äldsta bevarade versionen hör till Lukasevangeliet och återfinns bland Bodmer-papyri.
Den version som allmänt inom kristendomen används liturgiskt är den från Matteusevangeliet, med ett mindre tillägg på slutet.

## Översikt
Sedan den senaste officiella svenska översättningen av Nya testamentet kom 1981 har översättningen av Herrens bön varit mycket omdebatterad. Mot den nya översättningen anfördes bland annat att den har ett sämre språkligt flyt än den äldre versionen, från 1917, en version som förutom nyare stavning är lik den i 1541 års bibel. Teologiskt har främst frasen utsätt oss inte för prövning varit kontroversiell. Kritikerna menar att prövning från Gud är något att vara tacksam över, medan de som försvarar översättningen lyfter fram att grundtextens grekiska ord πειρασμός (peirasmos) kan översättas med prövning likaväl som frestelse, det tidigare använda alternativet.
Med en omformulering av frasen "Ge oss i dag vårt bröd för dagen som kommer" till "Ge oss idag det bröd vi behöver" har en senare ekumenisk gudstjänstversion av bönen tagits fram med 1981 års bibelöversättning som grund. Den modifierade varianten har kommit att användas i gudstjänster i betydligt högre grad än originalöversättningen[källa behövs].
I de stadfästa bibelöversättningarna före 1981 användes den variant som vid tiden användes i Svenska kyrkan.
Bönens avslutande doxologi, som finns i en del av de gamla manuskripten, återfinns inte i moderna bibelöversättningar, då den vetenskapliga enigheten är stor om att detta är ett senare tillägg till originaltexten. Däremot är den liturgiskt fast förankrad och används därför. Nedan ges doxologin inom klamrar ([...]).
I katolska kyrkan får nyöversättningen av Fader vår inte användas liturgiskt.

## Svenska versioner

### Fader vår (Gustav Vasas bibel, 1541)
Fadher wår som äst j himblom.
Helghat warde titt nampn.
Tilkomme titt Rike.
Skee tin wilie så på jordenne som j himmelen.
Giff oss j dagh wårt daghligha brödh.
Och förlåt oss wåra skulder, såsom ock wij förlåtom them oss skyldighe äro.
Och inleedh oss icke j frestelse.
Vthan frels oss jfrå ondo.
[Ty Riket är titt, och machten och herligheten j ewigheet.
Amen.]

### Fader vår (Karl XII:s bibel, 1703)
Fader wår, som äst i himlom,
helgadt warde ditt Namn.
Tilkomme ditt rike: Ske din wilje, såsom i himmelen, så ock på jordene.
Gif oss i dag wårt dagliga bröd:
Och förlåt oss wåra skulder, såsom ock wi förlåte dem oss skyldige äro.
Och inled oss icke i frestelse;
utan fräls oss ifrån ondo.
[Ty riket är ditt, och magten, och härligheten, i ewighet:
Amen.]

### Fader vår (Normalupplagan, 1883)
Fader vår, som är i himmelen!
Helgadt varde ditt namn;
tillkomme ditt rike; ske din vilja, såsom i himmelen så ock på jorden;
vårt dagliga bröd gif oss idag;
och förlåt oss våra skulder, såsom ock vi förlåta dem oss skyldiga äro;
och inled oss icke i frestelse,
utan fräls oss ifrån ondo;
[ty riket är ditt och makten och härligheten i evighet.
Amen]

### Vår Fader (P.P. Waldenström, 1886)
Vår Fader, som är i himlarna,
helgat varde ditt namn;
komme ditt rike;
ske din vilja, såsom i himmelen, även på jorden;
det för vår tillvaro erforderliga brödet giv oss i dag;
och förlåt oss våra skulder, såsom ock vi hava förlåtit dem, som äro oss skyldiga;
och inför oss icke i frestelse,
utan rädda oss undan den onde!

### Vår Fader (Helge Åkeson, 1911)
Vår Fader, som är i himlarna!
Blive ditt namn helgat;
komme ditt rike;
ske din vilja, såsom i himmelen så ock på jorden;
giv oss i dag vårt behövliga bröd;
och förlåt oss våra skulder såsom och vi hava förlåtit dem, som äro oss skyldiga;
och för oss icke in i frestelse,
utan fräls oss från det onda.

### Fader vår (1917 års kyrkobibel)
Fader Vår, som är i himmelen
Helgat varde ditt namn.
Tillkomme ditt rike.
Ske din vilja, såsom i himmelen så ock på jorden.
Vårt dagliga bröd giv oss idag,
och förlåt oss våra skulder, såsom ock vi förlåta dem oss skyldiga äro,
och inled oss icke i frestelse
utan fräls oss ifrån ondo.
[Ty riket är ditt och makten och härligheten i evighet.
Amen.]
Det står i ordförklaringarna i 1917 års bibel att man valt att inte ändra bönens ordalydelse (dvs. endast moderniserat stavning). Men det skrivs där också en version med den tidens språk, baserat på källorna.
Du vår fader, som är i himmelen!
Må ditt namn hållas heligt; låt ditt rike komma;
ske din vilja på jorden, såsom den sker i himmelen;
giv oss i dag vårt dagliga bröd;
och förlåt oss vad vi hava brutit, såsom vi förlåta dem som hava brutit mot oss;
och för oss icke in i frestelse, utan fräls oss från det onda

### Fader vår (Hugo Odebergs översättning, 1946 / utgiven 1996)
Fader vår i himmelen.
Helgat varde ditt namn.
Komme ditt rike.
Ske din vilja, såsom i himmelen, så ock på jorden.
Vårt tillkommande bröd giv oss idag.
Och förlåt oss våra skulder, såsom ock vi förlåta dem oss skyldiga äro.
Och inled oss icke i frestelse. Utan fräls oss ifrån ondo.
Ty Ditt är Riket och Makten och Härligheten i evighet. Amen.

### Vår fader (David Hedegård, 1964)
Vår Fader, som är i himmelen!
Helgat varde ditt namn!
Komme ditt rike!
Ske din vilja på jorden som den sker i himmelen!
Giv oss i dag vårt dagliga bröd!
Förlåt oss våra skulder, liksom vi har förlåtit dem som står i skuld till oss!
Och inled oss icke i frestelse
utan fräls oss från det onda!

### Vår Fader (Bo Giertz, 1981)
Vår Fader, du som är i himlen,
låt ditt namn hållas heligt,
låt ditt rike komma,
låt din vilja ske, också på jorden, som den sker i himmelen,
giv oss i dag vårt dagliga bröd,
förlåt oss våra skulder, så som också vi förlåter dem som är oss skyldiga,
och låt oss inte komma i frestelse,
utan fräls oss från allt ont.

### Vår fader, ekumenisk översättning
Vår Fader, du som är i himlen.
Låt ditt namn bli helgat.
Låt ditt rike komma.
Låt din vilja ske på jorden, så som i himlen.
Ge oss idag det bröd vi behöver.  (NT-81: Ge oss idag vårt bröd för dagen som kommer.)
Och förlåt oss våra skulder, liksom vi har förlåtit dem som står i skuld till oss.
Och utsätt oss inte för prövning,
utan rädda oss från det onda.
[Ditt är riket, din är makten och äran, i evighet.
Amen.]

### Fader vår (Svenska Folkbibeln, 1996)
Fader vår, som är i himlen.
Helgat blive ditt namn.
Komme ditt rike.
Ske din vilja på jorden
liksom den sker i himlen.
Ge oss i dag vårt bröd för dagen.
Och förlåt oss våra skulder, såsom också vi förlåter dem som står i skuld till oss.
Och för oss inte in i frestelse
utan fräls oss från den onde.

### Vår fader (Bibel 2000)
Vår fader, du som är i himlen.
Låt ditt namn bli helgat.
Låt ditt rike komma.
Låt din vilja ske,
på jorden så som i himlen.
Ge oss i dag det bröd vi behöver.
Och förlåt oss våra skulder,
liksom vi har förlåtit dem som står i skuld till oss.
Och utsätt oss inte för prövning,
utan rädda oss från det onda.

### Vår Far (Svenska folkbibeln[3], 2014)
Vår Far i himlen,
låt ditt namn bli helgat.
Låt ditt rike komma.
Låt din vilja ske,
på jorden som i himlen.
Ge oss i dag vårt dagliga bröd.
Och förlåt oss våra skulder,
så som vi förlåter dem som står i skuld till oss.
Och för oss inte in i frestelse,
utan fräls oss från det onda.

### Vår Fader (NuBibeln[4], 2017)
Vår Fader i himlen,
låt ditt namn bli helgat.
Låt ditt rike komma och din vilja ske
här på jorden så som den sker i himlen.
Ge oss idag den mat vi behöver,
och förlåt oss våra skulder,
liksom vi förlåter dem som står i skuld till oss.
Hjälp oss när vi prövas,
och rädda oss från det onda.

## Andra språk

### Den bevarade grekiska texten (Matteus,första århundradet)
Πάτερ ἡμῶν ὁ ἐν τοῖς οὐρανοῖς· (Páter imón o en toís ouranoís)
ἁγιασθήτω τὸ ὄνομά σου· (agiasthíto tó ónomá sou)
ἐλθέτω ἡ βασιλεία σου· (elthéto i vasileía sou)
γενηθήτω τὸ θέλημά σου, ὡς ἐν οὐρανῷ καὶ ἐπὶ τῆς γῆς· (genithíto tó thélimá sou, os en ouranó kaí epí tís gís)
τὸν ἄρτον ἡμῶν τὸν ἐπιούσιον δὸς ἡμῖν σήμερον· (tón árton imón tón epioúsion dós imín símeron)
καὶ ἄφες ἡμῖν τὰ ὀφειλήματα ἡμῶν, (kaí áfes imín tá ofeilímata imón)
ὡς καὶ ἡμεῖς ἀφίεμεν τοῖς ὀφειλέταις ἡμῶν· (os kaí imeís afíemen toís ofeilétais imón)
καὶ μὴ εἰσενέγκῃς ἡμᾶς εἰς πειρασμόν, (kaí mí eisenénkis imás eis peirasmón)
ἀλλὰ ῥῦσαι ἡμᾶς ἀπὸ τοῦ πονηροῦ. (allá rýsai imás apó toú poniroú)
[Ὅτι σοῦ ἐστιν ἡ βασιλεία καὶ ἡ δύναμις καὶ ἡ δόξα εἰς τοὺς αἰῶνας.] (Óti soú estin i vasileía kaí i dýnamis kaí i dóxa eis toús aiónas.)
[ἀμήν.] (amín.)

### Pater noster på latin (HieronymusiBiblia sacra vulgata, 384)
Pater noster, qui es in caelis,
sanctificetur nomen tuum,
adveniat regnum tuum,
fiat voluntas tua,
sicut in caelo, et in terra.
Panem nostrum supersubstantialem da nobis hodie;
et dimitte nobis debita nostra,
sicut et nos dimittimus debitoribus nostris;
et ne nos inducas in tentationem;
sed libera nos a malo.
I den liturgiska versionen används ordet "quotidianum/cotidianum" istället för "supersubstantialem" (rad 6 ovan). I övrigt stämmer orden överens.